# Иларион (Зеремский)
Епископ Иларион (в миру Владимир Зеремский, серб. Владимир Зеремски; 27 февраля 1865, село Турия, Банат — 1 января 1931, Плашки, королевство Югославия) — епископ Сербской православной церкви (перед этим — Карловацкой патриархии), епископ Горнокарловацкий.
Церковный историк, богослов, переводчик Нового Завета на сербский язык.

## Биография
Начальное образование получил по-видимому на малой родине. Окончил Сербскую православную великую гимназию у Новом Саде, изучал юриспруденцию в Пештском университете.
13 мая 1887 года указом Святейшего Синода принят в Московскую духовную академию. 28 сентября 1890 года утверждён в степени кандидата богословия.
В 1891 году поставлен профессором старой Карловацкой духовной семинарии. Служил в этой должности до 1911 года. Преподавал Новый Завет, педагогику и русский язык.
14 октября 1893 года в Монастыре Ковиль был пострижен в монашество; 26 октября того же года рукоположён в сан диакона, а 27 октября того же года в сан пресвитера.
В 1898 году возведён в достоинство синкелла, в 1899 году — протосинкелла, а в 1904 году — в сан архимандрита. Был настоятелем Монастырей Хопово и Раковац на Фрушской горе.
В 1902 году, будучи профессором, начал издание в Сремских Карловцах журнала «Богословски гласник» (Богословский вестник); совестно с прочими профессорами Карловацкой семинарии редактировал его и держал на «высоте, которой не достигало ни одно богословское издание после войны».
В старой Карловацкой духовной семинарии преподавал Новый Завет, который перевёл и снабдил объяснениями наиболее важных частей, из которых лишь незначительная часть размещена в Богословском вестнике. Помимо Нового Завета, епископ Иларион занимался и историей, блестящим знатоком которой был.
Когда Румыны покинули состав Карловацкой митрополии и подали иск, требуя себе монастыри и вообще имущество этой митрополии, архимандрит Иларион на основе архивных материалов написал книгу «Српски манастири у Банату, њихов постанак, прошлост и одношаj према Румунима. Сремски Карловци» (1907), которая в значительной степени помогла в решении этого спора, проходившего в венгерских судах.
18 декабря 1912 года хиротонисан во епископа Сремского, викария Патриарха Карловацкого.
В 1914 году после смерти епископа Горнокарловацкого Михаила (Груича) поставлен администратором Горнокарловацкой епархии.
На Парижской мирной конференции 1919 года епископ Иларион присутствовал в качестве эксперта по Воеводине, а также был член сербской мирной делегации. В том же году был избран профессором Белградского университета, но в связи с отъездом в епархию, не смог принять эту должность.
В ноябре 1920 года назначен правящим архиереем Горнокарловацкой епархии. В 1921 году утверждён королевским указом.
Как сотрудник Исторического общества в Нови-Саде, епископ Иларион подготовил к печати книгу с биографией архиерея Карловацской митрополии, которая должна была выйти в издании этого общества, но весь этот материал исчез во время Второй мировой войны.
Как епархиальный архиерей особенно заботился о улучшении материального положения приходского духовенства наиболее обширной епархии Карловацкой митрополии. Заботился и также о интернированном сербском духовенстве в Монастыре Гомирье в ходе Первой мировой войны.
Как отмечал епископ Савва (Вукович): «В лице епископа Илариона Сербская церковь имела одного из образованнейших иерарахов, без которого нельзя было представить себе никакую работу в области принятия нормативных актов или создания церковных учреждений и организаций».
Скончался 1 января 1931 года в Плашке (ныне — Хорватия) и похоронен в кафедральном соборе в Плашке.

## Сочинения
- Увод у Нови завета. — [Б. м.], 1891;
- Тумачење Св. Писма Новога завета. — Сремски Карловци, 1895;
- Bács-Bodrog vármegye földrajzi és történelmi helynévtára // Летопис Матице српске. 1907. — Књ. 243. — Св. 3. — С. 102—105;
- Рад и именик Српскога православнога монашкога удружења у Митрополиjи карловачкоj за 1912. г. — Сремски Карловци, 1912;
- Бачка: Из збирке «La aquestion du Banat, de la Batchka et de la Baranya». — Нови Сад, 1920 (совм. с J. Цвиjић, J. Радонић, Ст. Станоjевић);
- Броjно кретање српског народа у Воjводини од 1848. до 1880. // Гласник Историјског друштва у Новом Саду. 1929. — Књ. 2. — Бр. 2(3). — С. 230—236; — Бр. 3(4). — С. 385—394;
- Манастир Партош // Гласник Историјског друштва у Новом Саду. 1930. — Књ. 3. — Бр. 2(6). — С. 207—233;
- Патриарси до пропасти српске цркве // Гласник СПЦ. 1930. — Књ. 11. — Бр. 5. — С. 69-71; Бр. 8. — С. 116—119; Бр. 10. — С. 155—158;
- Из историjе Пећке Патриjаршиjе. — Сремски Карловци, 1931;
- Попис свештенства и народа у Митрополиjи Карловачкоj из 1769 // Гласник Историјског друштва у Новом Саду. 1931. — Књ. 4. — Бр. 1 (8). — С. 46-58;
- Темишварски еп. Никола Димитриjевић и паљење његове резиденциjе и цркве // Гласник Историјског друштва у Новом Саду. 1932. — Књ. 5. — Бр. 1 (11). — С. 88-89;
- Писма архимандрита Илариона Руварца игуману Сави Орловићу / Уред.: Иларион Зеремски; аутор додатног текста: Д. Петровић. — Сремски Карловци, 2005.